# 攻殻機動隊1.5 HUMAN-ERROR PROCESSER
『攻殻機動隊1.5 HUMAN-ERROR PROCESSER』（こうかくきどうたい いってんご ヒューマン エラー プロセッサー）は、士郎正宗の漫画で、『攻殻機動隊 THE GHOST IN THE SHELL（以下『攻殻1』）』の続編。『攻殻1』のラストで草薙素子がいずこかへ去った後の公安9課の活躍を収録しており、物語の時系列としては『攻殻1』と『攻殻機動隊2 MANMACHINE INTERFACE（以下『攻殻2』）』の間に位置する。雑誌連載時は『攻殻2』の一部だったが、『攻殻2』単行本化の際にトグサらを主役として公安9課のその後を描いたエピソード群が分離され、『攻殻機動隊1.5』としてCD-ROM化される際に新たな副題「HUMAN-ERROR PROCESSER」が与えられた。
2003年7月にブックレット付きCD－ROMが、2008年3月にアニメ版原案シナリオやゲーム版設定などを追加した書籍版が発売された。

## あらすじ
1991年から1996年の『ヤングマガジン海賊版』または『ヤングマガジン』に掲載された4つの話からなる。「LOST PAST」以外は前後編となっている。
01 FAT CAT Part.1
「父の様子がおかしい」と、荒巻の知人である富豪・早坂の娘が公安9課を訪ねてきた。その直前に起きていた死体操作事件の新たな被害者である可能性を示唆した荒巻の判断により、トグサとアズマは早坂の尾行とその自宅周辺の調査に乗り出す。
02 FAT CAT Part.2
早坂は自分の個人資産を換金し、政治家達に献金していた。久保田によれば、その政治家達は、機密情報データベース「パンドラ」へのアクセス権を各圏庁に与えることに賛成しているという。一方、かつて9課と法廷対決した楠検事が、再び9課の前に立ち塞がる。
03 DRIVE SLAVE Part.1
トグサとアズマは、ある事件の告発者・石田を警察病院へ護送中、謎の追っ手に攻撃された。何とか病院へ入るも、追っ手に居場所を知られてしまう。石田の手術は既に始まっており動かせない。バトーやイシカワも駆けつけ迎撃態勢に入る中、病院に現われたのは…。
04 DRIVE SLAVE Part.2
草薙は石田の同僚・黒沢博士の依頼により、黒沢博士の愛人の行方を捜していた。彼女は追っ手にとって不都合なことを見聞してしまったらしい。バトーは、追っ手の差し向けた深海作業用重機に対抗するため、突然現われた草薙と久々に組んで戦う。
05 MINES OF MIND Part.1
武器密売容疑者連続殺人事件が発生。惨殺された被害者達は皆同じ刺青を入れていた。被害者所有の船に向かったトグサ達は、サイボーグ2体と鉢合わせ、1体は逃走、もう1体は逃走したサイボーグに爆殺される。一方、バトーは被害者達の共通経歴を発見する。
06 MINES OF MIND Part.2
新たな殺人事件が発生。被害者はやはり同じ経歴と刺青を持っていた。自衛軍との共同捜査になったため、かつての同僚で自衛軍所属のキムに同行するバトー。イシカワやボーマの調査により容疑者が絞り込まれ、バトー達はその自宅へ向かったが、そこには…。
07 LOST PAST
公安6課員2人が交通事故で死亡したことによって、2人の不可解な殺人が明らかになる。元アジア局長・深谷の護衛をしていたはずの2人がなぜ、まだ10代の女性を殺す必要があったのか。その裏には、外務省がひた隠しにしている過去の事実が存在した。

## 登場人物

### 公安9課
組織は公安9課を参照。上記3人はリンク先を参照。
荒巻大輔
バトー
トグサ
イシカワ
「DRIVE SLAVE」「MINES OF MIND」に登場。容姿や性格に大幅な変更はない。「DRIVE SLAVE Part.1」では、バトー達に武器を届けたついでに手伝うことになるが、敵によって引き起こされた爆発により負傷、気絶してしまう。「MINES OF MIND」では、連続殺人の容疑者についての情報をボーマに伝える。
サイトー
「MINES OF MIND」「LOST PAST」に登場。容姿や性格に大幅な変更はない。「MINES OF MIND」においては「斉藤」と表記されていた。「MINES OF MIND」では、トグサ達の取り逃がしたデコット（遠隔操作式の人間型ロボット）を追跡し、惨殺死体発見現場についての見解を述べていた。「LOST PAST」では、同じく狙撃手である袁と戦う。
ボーマ
「MINES OF MIND」に登場。容姿に大幅な変更はない。「MINES OF MIND Part.2」で、プロトと共に連続殺人の容疑者の絞り込みに当たった。
アズマ
「麻薬（捜査）犬より確か」（本人談）な嗅覚と、赤外線を感知する視覚が特徴。その能力を活かしてトグサとの初動捜査が多い。口が悪く、早坂の娘にセクハラまがいなことを言って怒らせたりしている。原作においては草薙が去った後に9課に入っており、彼女とは「DRIVE SLAVE」にて初対面となる。
「FAT CAT Part.2」の冒頭で、荒巻から話を聞いた久保田が「アズマらしい」と笑っていたことから、アズマとは知り合いらしい。その割にトグサに「射撃がヘタ」と言われたり、サイボーグでありながら惨殺死体を見て吐いてしまったりと、実戦慣れしていない様子が見られる。
プロト
長髪の若い男性型ロボット（アンドロイド）。9課に配属される以前は訓練所にいた。「MINES OF MIND Part.2」で、ボーマと共に連続殺人の容疑者の絞り込みに当たった。「LOST PAST」では行方不明の外交官の邸宅調査に当たっていた。
QWER
「MINES OF MIND」「LOST PAST」に登場。眼鏡をかけた妙齢に見える女性。「QWER」はコールサインであり正式な名前は未詳。戦闘や率先した捜査活動には当たらず、主に武器の運搬や情報伝達等のサポート役を務める。この作品においてバトーが付き合っている女性について、荒巻共々その素性を把握している。理由は不明だがバトーに「大先輩」と呼ばれている。
フチコマ
多脚戦車で「MINES OF MIND」に登場。詳細はフチコマを参照。
他に、台詞なしの者や名前が出ていない者、名前のみ登場した者等が存在する。

### その他の登場人物
早坂トシユキ
「FAT CAT」に登場。荒巻の知人。アズマによると「金持ちで政治が好き」。ひたすら金と影響力の拡大を求めたが、せっかく手に入れたそれらの大半を他者に利用される羽目に。
早坂の娘
「FAT CAT」に登場。20歳代後半ぐらいの気が強い女性。父親の異変を感じて荒巻に相談を持ちかけた。アズマの無礼さに露骨な不審と嫌悪を示すが、捜査が進むにつれて態度を軟化させる。
久保田
自衛軍情報部の部長。荒巻とは信頼関係にある。
「FAT CAT Part.2」では荒巻に情報をもたらした。「MINES OF MIND」では自衛軍に絡んだ事件の解決に安堵していた。
高岡
「FAT CAT Part.2」に登場。工業技術院所属。自衛軍や9課の活動記録を含む機密情報がぎっしり詰まったデータベース「パンドラ」にアクセスする鍵を各圏庁に渡すかどうか、という議題を提起した人物。
高岡と「パンドラ」の鍵を各圏庁に渡すことの関連性については、作中では判明しなかった。
楠
検事。「攻殻1」では草薙の起こした失態を糸口に、法廷で9課の全貌を暴こうとした。
この作品では、早坂の状態について9課と真っ向から対立、「今度こそ責任の所在を明確にしてみせる」と豪語した。
石田博士
「DRIVE SLAVE」に登場。マイクロマシン（以下「MM」）メーカーのマイクロテレメータ社（以下「MT社」）所属。MT社が欠陥MMの販売と偽装工作をしたことを告発し、会社によって頭部などに違法MMや超小型爆発物を仕掛けられる。それらの除去のために警察病院へ護送されることに。
黒沢博士
「DRIVE SLAVE」に登場。MT社所属。石田博士とは部屋が隣同士。同じ社の女性と愛人関係にあるが、その女性が行方不明となったので、以前から資材の提供並びに試験の依頼をしていたクロマに捜索を依頼する。
クロマ
「DRIVE SLAVE」に登場。黒沢博士の愛人がMT社の欠陥MM問題に絡んでさらわれたと考え、黒沢博士から提供された試作の蜂型マシンを駆使して活躍する。その正体は草薙素子（が遠隔操作しているデコット）。
ローファ
バトーが電脳空間にて交際している女性。義体化している。バトーは電脳空間（オンライン）ではなく現実世界（オフライン）で会いたがっているが、彼女は渋っている。
荒巻はローファの素性を把握しているが、任務に支障をきたさない限りはバトーに伝えないつもりらしい。
キム
自衛軍所属。バトーとは以前同僚だった。
「MINES OF MIND」で武器密売容疑者の捜査にやってきたバトーと鉢合わせ、その後は共に連続殺人の容疑者の自宅へ向かったが、その際に不審な行動を取る。
狭流木セーラ（はざるぎセーラ）
化粧品会社勤務の17歳。国や各庁相手に多数の訴訟を係争している「沖縄会」に所属。「LOST PAST」で公安6課の2人に追われていたが、最終的には捕まって殺される。
西尾とロウ
公安6課の2人。
「LOST PAST」で、セーラの遺体を乗せた車を走らせている時にトラックと衝突して死亡。身分証明を持っていなかったが、バトーが一時期訓練所で面倒を看ていたことから身元が判明した。
式部
薬師署の公安担当。役職は主任。
「LOST PAST」で、公安6課の2人の事故について9課に協力を要請した。捜査権限の規約により9課に主導権を取られたことが不満だったのかトグサに嫌味を言うが、後に情報を提供する。
深谷
沖縄が核攻撃を受けた際のアジア担当局長。末期癌に侵されていた。
「LOST PAST」で、セーラは彼の自宅に秘書官を装って現われ、マイクロミニディスクを持って行った。
袁小輝（ユアンショホイ）
世界的に名の知れた中国陸軍のエース狙撃手。サイトーと同じく鷹の目を装備している。
「LOST PAST」で、何者かの依頼によって日本に入国する。サイトーは彼と対決できることを喜び、支給武器ではなく自前の精密狙撃ライフルで勝負した。
牧
外務省所属（現アジア担当局長?）。
「LOST PAST」で、被害者のセーラが沖縄会所属であることと、西尾とロウが本来護衛するはずだった深谷が元アジア担当局長だったことから、荒巻の訪問並びに質問を受けた。